# Comarca de Chantada
A Comarca de Chantada é uma comarca galega situada na província de Lugo cuja capital é Chantada. Pertencem a ela os concelhos de Carballedo, Chantada e Taboada.

## Demografia
| Censo total 2014   | 14.055 habitantes |
| ------------------ | ----------------- |
| Menores de 15 anos | 1.194 (8.5 %)     |
| Entre 15 e 64 anos | 8.008 (56.98 %)   |
| Maiores de 65 anos | 4.853 (34.53 %)   |

## Galeria

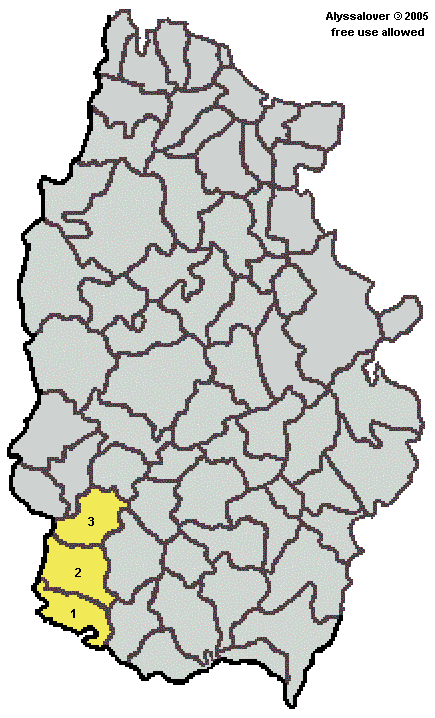
Concelhos da Comarca de Chantada
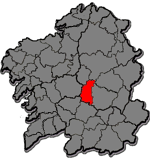